# Oparno
Oparno (německy Wopparn) je místní část obce Velemín v okrese Litoměřice v Ústeckém kraji. Nad vesnicí se nachází zřícenina hradu Opárno a pod ním zastávka lokální železnice Lovosice – Teplice vedené Opárenským údolím (od roku 2013 je následkem sesuvu půdy na neurčito zavedena náhradní autobusová doprava, jejíž spoje zastavují na opačném konci vsi. A od 6. června 2020 byl zahájen sezónní (červen až září) víkendový provoz vlaků přes Oparenské údolí z Lovosic do Chotiměře.
Do poloviny dvacátého století v obci převládalo německy mluvící obyvatelstvo. Po druhé světové válce byla většina Němců z obce vysídlena.

## Charakteristika
Ves leží v údolí Oparenského potoka, drobného pravého přítoku potoka Milešovského, 4 km zsz. od Lovosic v Chráněné krajinné oblasti České středohoří. Ve vsi stojí pozdně barokní kaple ze 2. poloviny 18. století. Sochy sv. Floriána a sv. Anny ve výklencích domu čp. 3. V polích stojí socha sv. Jana Nepomuckého z roku 1718. Lidové stavby upravené na rekreační chalupy. Severně nad vsí se nachází gotický hrádek Opárno, který byl opuštěn okolo roku 1520. Je zde dochován klenutý sklep a obvodové hradby. U hrádku jsou patrné stopy příkopů z 1. poloviny 14. století. Skalní ostroh je tvořen křemitým porfyrem, vypreparovaným erozí potoka, jenž souvisí s protaženým hřebenem masívu Lovoše (573 m n. m.), který spolu se stejnojmennou národní přírodní rezervací leží též na katastrálním území Oparna. Od hradu jsou výhledy ke Kletečné a do Opárenského údolí. Přes obec vede modré turistické značení s naučnou stezkou Lovoš.

## Historie
Severovýchodně od obce nad údolím potoka jsou pozůstatky téměř 400 lomových jam po těžbě kamene na výrobu žernovů (ze 2. až 1. století př. n. l. a z 8. až 15. století našeho letopočtu).

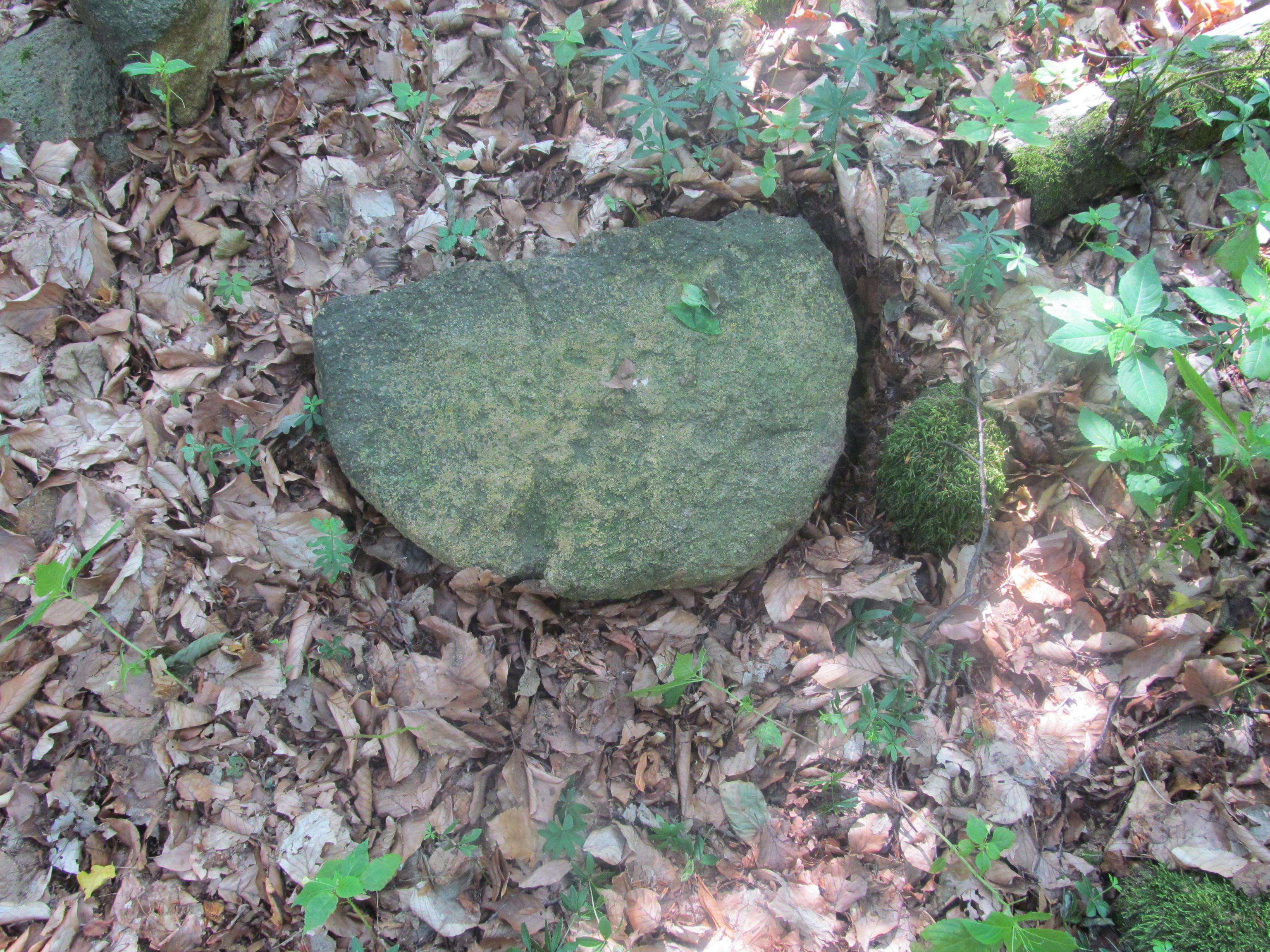
Polotovar středověkého žernovu v lese u Oparna

První písemná zmínka o Oparnu, označovaném též jako Opárno, Oparen nebo Voparna, je ze záznamů Přeslava z Újezda z roku 1276 o vymezování hranic pozemků vsi Veselí uvádí, že ves Oparno byla od roku 1270 pustá.
Ve 14. století existovala ves jako podhradí hradu Opárno, který zanikl v první polovině 16. století. Dobové záznamy pak hovoří mimo jiné o pěstovaní jedlých kaštanů a vinné révy a o existenci šesti oparenských mlýnů, které se podle svých majitelů jmenovaly Horákův, Nový, Vavřincův, Havelkův, Vokurkův a Doušův mlýn. Sousední ves Veselí zanikla v době třicetileté války.
Od roku 1802 je historie Oparna spojená s Vchynicemi. V uvedeném roce zakoupil Vchynice i s Oparnem kníže Josef Schwarzenberg a vlastnil tyto vsi až do roku 1920.
V Opárenském údolí byl dostavěn v roce 2010 nový železobetonový dálniční most.

## Odkazy

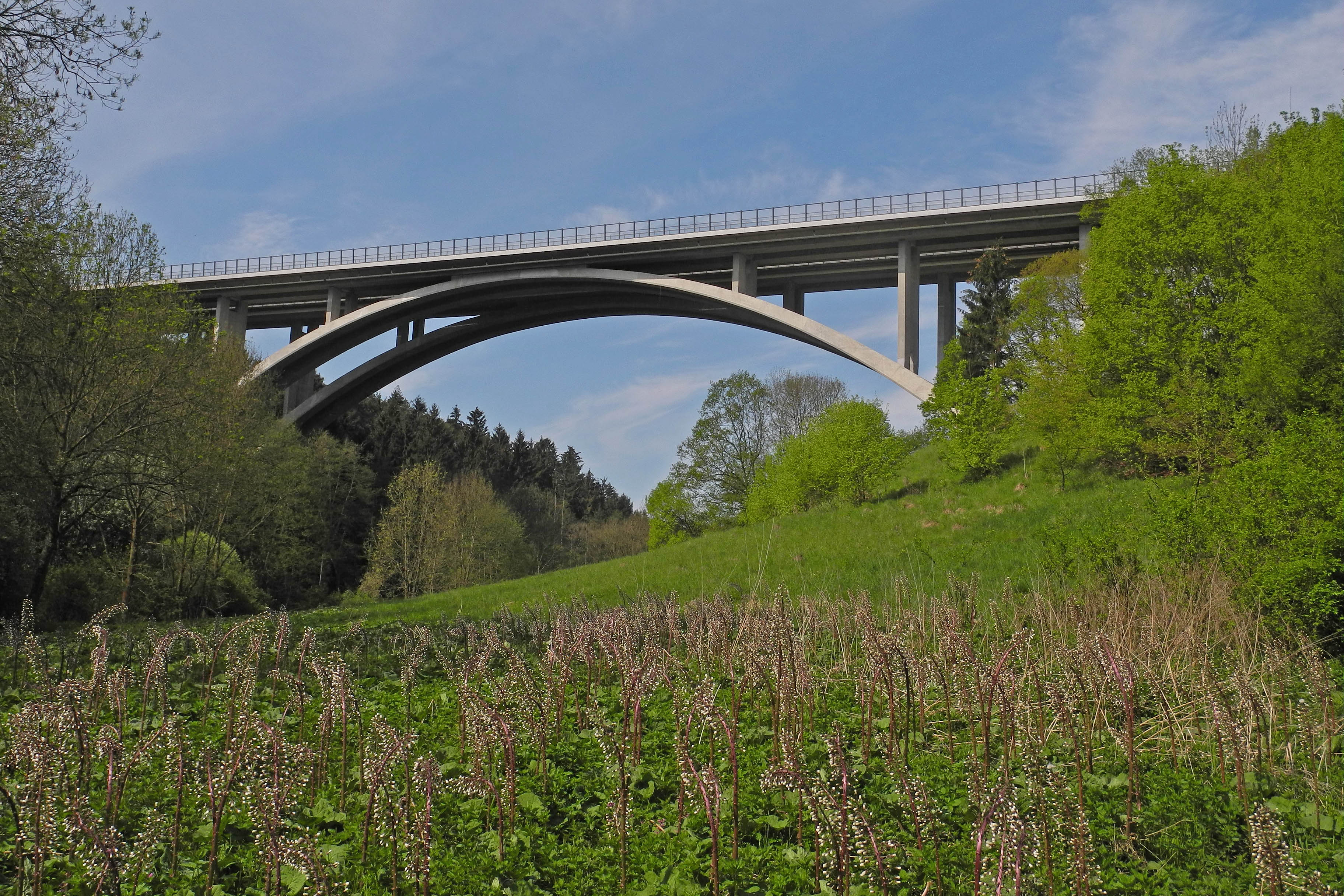
Dálniční most přes Opárenské údolí

## Obyvatelstvo
|           | 1869 | 1880 | 1890 | 1900 | 1910 | 1921 | 1930 | 1950 | 1961 | 1970 | 1980 | 1991 | 2001 | 2011 |
| --------- | ---- | ---- | ---- | ---- | ---- | ---- | ---- | ---- | ---- | ---- | ---- | ---- | ---- | ---- |
| Obyvatelé | 210  | 186  | 158  | 191  | 168  | 202  | 226  | 163  | 142  | 116  | 96   | 80   | 64   | 110  |
| Domy      | 38   | 33   | 32   | 32   | 36   | 36   | 45   | 45   | 40   | 37   | 34   | 41   | 45   | 53   |